# Traskwood (Arkansas)
Traskwood es una ciudad ubicada en el condado de Saline en el estado estadounidense de Arkansas. En el Censo de 2010 tenía una población de 518 habitantes y una densidad poblacional de 35,32 personas por km².

## Geografía
Traskwood se encuentra ubicada en las coordenadas 34°27′9″N 92°39′59″O / 34.45250, -92.66639. Según la Oficina del Censo de los Estados Unidos, Traskwood tiene una superficie total de 14.66 km², de la cual 14.64 km² corresponden a tierra firme y (0.14%) 0.02 km² es agua.

## Demografía
Según el censo de 2010, había 518 personas residiendo en Traskwood. La densidad de población era de 35,32 hab./km². De los 518 habitantes, Traskwood estaba compuesto por el 97.88% blancos, el 0.58% eran afroamericanos, el 0% eran amerindios, el 0% eran asiáticos, el 0% eran isleños del Pacífico, el 0% eran de otras razas y el 1.54% pertenecían a dos o más razas. Del total de la población el 0% eran hispanos o latinos de cualquier raza.